# Anicet
Anicet, jedanaesti papa od 154. do 20. travnja 168.

## Životopis
Podrijetlom je bio iz Emese u Sirije, a nije poznato kako se našao u Rimu. Čini se da je izbačen iz svoje Crkve na istoku dok se borio protiv gnosticizma. U to je doba u Rimu osobito bila raširena Marcionova misao, a u prvim se godinama svoga pontifikata Anicet, uz pomoć svetog Justina, nastojao oduprijeti tome nauku. Prema zbirci Liber pontificalis, Anicet je svećenicima zabranio nošenje duge kose.
Za njegova je pontifikata u Rim je došao posljednji živući učenik apostola, sveti Polikarp, kako bi se došlo do suglasja oko nadnevka slavljenja Uskrsa. Polikarpova Crkva u Smirni slavila je Uskrs četrnaestog dana mjeseca Nisan, što je dan židovske Pashe, i to bez obzira na dan u tjednu. S druge strane, rimska Crkva obilježavala je Uskrs uvijek nedjeljom. Euzebije Cezarejski piše:
Ipak, ovo će pitanje biti uzrokom većih nesuglasica kroz sljedeća stoljeća. Euzebije također svjedoči da je u Anicetovo doba i kršćanski povjesničar Hegesip posjetio Rim, što će se često navoditi kao znak važnost što ga je tada u kršćanstvu imala rimska stolica.
Nakon 161. kad je carem postao Marko Aurelije, pojavila se naročita sljedba - montanizam. Bila je riječ o heretičkom pokretu koji je tražio krajnju askezu, što je sljedbenike ove sljedbe dovodilo do postupaka neprihvatljivih za tadašnje društvo. Zbog toga su mnogi biskupi bili osuđeni na smrt a progonstva su se kršćana umnožila. Tada su mučeništvo podnijeli sveti Polikarp i sveti Justin.

## Mučeništvo i štovanje
Rimski martirologij donosi da je i sam Anicet umro mučeničkom smrću, no o tome nema podrobnijih podataka. Kao nadnevak u različitim se izvorima navodi 16., 17. ili 20. travnja. Po predaji on je bio prvi papa pokopan u Kalistovim katakombama, no 1604. njegovo je tijelo prenijeto u kapelu palače Altemps, nakon što je papa Klement VII. odobrio da, na molbu kneza Giovannija Angela Altempsa, ostaci ovoga pape budu pokopani u njegovoj obiteljskoj kapeli.